# Вуйцик, Анджелика
Анджелика Вуйцик (пол. Andżelika Wójcik; род. 8 ноября 1996 года, Любин, Нижнесилезское воеводство) — польская конькобежка, серебряный и бронзовый призёр чемпионата мира, чемпионка Европы и бронзовая призёр чемпионата Европы в командном спринте, многократный призёр национального чемпионата Польши. Участница зимних Олимпийских игр 2022 года.

## Биография
Анджелика Вуйцик родилась в Любине и в начальной школе думала о том, чтобы заниматься легкой атлетикой. Её отец был заядлым велосипедистом и любил долгие поездки, а мать в свою очередь, имела много общего с тем, что сейчас называется фитнесом, она просто носила тяжести. От родителей она получила врожденное упрямство. От папы немного выносливости, а от мамы немного сил. Однажды она участвовала в конкурсе «ищем таланты» в Любине и выиграла там в фигурном катании. Эта победа повлияла на её выбор.
Вуйцик начала заниматься конькобежным спортом в возрасте 12 лет в клубе «MKS Cuprum Lubin» и тренировалась в спортивной школе в Закопане. Она бегала на разных дистанциях, а в 2016 году начала сотрудничество с тренером Туомасом Ниеминеном и перешла в спринтеры. Выступает за клуб «AZS-AWF Katowice». В национальной сборной за её подготовку отвечает Кшиштоф Недзведзкий (пол. Krzysztof Niedzwiedzki).
В 2016 году она выиграла бронзовую медаль чемпионата мира среди юниоров в командном спринте, через 2 года в 2018 году-бронзовую медаль чемпионата мира среди юниоров в беге на 1000 метров, и в 2020 году-бронзовую медаль чемпионата мира среди юниоров в беге на 1000 метров.
На чемпионате мира на отдельных дистанциях в Солт-Лейк-Сити в 2020 году Вуйцик завоевала свою первую бронзовую медаль в командном спринте вместе с Каей Зёмек и Наталией Червонкой, а на дистанции 500 м заняла 21-е место. В том же году на чемпионате Европы в Херенвене выиграла ещё одну бронзовую медаль в командном спринте, стала 8-й в беге на 500 м и 15-й на 1000 м.
В 2021 году она трижды улучшала польский рекорд на дистанции 500 метров. 10 октября 2021 года в немецком Инцелле она пробежала за 37,64 сек, 3 декабря 2021 года в Солт-Лейк-Сити пробежала за 37,03 сек, а 4 декабря 2021 года выбежала из 37 секунд за 36,77 сек. До этого только одна полька в истории до сих пор наслаждалась триумфом в PS — Эрвина Рыс-Ференс на 3000 м в марте 1988 года. 4 декабря 2021 года она также улучшила польский рекорд на 1000 метров со временем 1:14,09 сек.
В начале 2022 года Анджелика завоевала золотую медаль вместе с подругами в командном спринте на чемпионате Европы на отдельных дистанциях в Херенвене, финишировав со временем 1:27.26 сек. На дистанции 500 метров она заняла 4-е место. В феврале Вуйцик впервые участвовала на зимних Олимпийских играх в Пекине, где заняла 11-е место в беге на 500 метров и 20-е в беге на 1000 метров.
В марте 2022 года она поднялась на 4-е место в общем зачёте на чемпионате мира в спринтерском многоборье в Хамаре, выиграв малую серебряную медаль в беге на 500 метров, а на следующий день заняла 2-е место в командном спринте.

## Волонтёрская работа
В апреле 2020 года она и её коллега, конькобежка Наталия Червонка, начали работать волонтёрами, чтобы помогать пожилым людям и лицам из группы высокого риска в Любине, во время карантина из-за пандемии COVID-19. Она присоединилась к волонтерскому проекту, организованному мэрией Любина.

## Личная жизнь
Анджелика Вуйцик любит слушать музыку, читает книги по психологии. Она изучает управление спортивными и туристическими организациями в Академии физического воспитания имени Ежи Кукучки в Катовице.